# Bulbophyllum hystricinum
Bulbophyllum hystricinum là một loài phong lan thuộc chi Bulbophyllum.